# Jonas Andersson
Jonas Erik Andersson (nacido el 24 de febrero de 1981) es un exjugador de hockey profesional sueco. La mayor parte de su carrera la pasó jugando en la SM-liiga , la liga principal de Finlandia, aunque también jugó brevemente para los Nashville Predators y Vancouver Canucks de la National Hockey League (NHL). Andersson jugó internacionalmente para Suecia tanto a nivel júnior como sénior, incluido el Campeonato Mundial de 2010. 

## Carrera como jugador
Andersson fue seleccionado 33.º en la segunda ronda del Draft de entrada de la NHL de 1999 por los Nashville Predators después de jugar dos años en el J20 SuperElit sueco con AIK.
Andersson inmediatamente comenzó su carrera en Norteamérica la próxima temporada jugando como júnior en la Ontario Hockey League con los North Bay Centennials anotando un punto  por juego para ser nombrado Juego de Estrellas de OHL y ganando la selección para el Primer Equipo All-Rookie de OHL. Jugó la mayor parte de su carrera profesional norteamericana con la filial de ligas menores de los Predators, los Milwaukee Admirals, pero jugó cinco partidos para Nashville en la temporada 2001-02 de la NHL.
Andersson no estuvo a la altura de su estatus de draft desde que fue elegido, siendo parte del pobre golpe 1-2 que los Preds seleccionaron en 1999, siguiendo al portero Brian Finley. Regresó a Suecia en 2004, jugando para Södertälje SK y Brynäs IF en Elitserien durante el cierre patronal de la NHL.
Luego se trasladó a Finlandia para jugar con SM-liiga, jugando para Ilves en 2005 y HPK en 2006 y 2007. Fue cambiado a Kärpät a mitad de temporada y posteriormente ganó el SM-liiga Campeonato. Durante la serie final contra Espoo, Andersson fue el máximo goleador con tres goles y tres asistencias en cinco partidos. En su primera temporada completa con Kärpät en 2008-09, Jonas rompió a la ofensiva para liderar al equipo con 24 goles para terminar segundo en la general de la liga.
El 16 de abril de 2009, Andersson dejó la SM-liiga después de cuatro temporadas y firmó un contrato de un año con el HC Dinamo Minsk de la Kontinental Hockey League. En solo 30 juegos con el Dinamo, anotó 20 puntos en una línea de control, ganando una selección para hacer su debut internacional sénior en el Campeonato Mundial IIHF 2010. El impresionante juego de dos vías convirtió a Jonas en un destacado en el equipo sueco con un equipo que lideró 6 goles para ayudar a capturar la medalla de bronce.
El 1 de julio de 2010, Andersson firmó como agente libre con un contrato de un año para regresar a los Nashville Predators de la NHL después de siete temporadas, sin embargo, antes de su regreso con los Predators fue cambiado a los Vancouver Canucks junto con Ryan Parent a cambio de Shane O'Brien y Dan Gendur.
Andersson fue llamado a la NHL para jugar para los Canucks en un juego en casa contra los Anaheim Ducks el 8 de diciembre de 2010. Fue su primer juego en la NHL desde la temporada 2001-02 de la NHL cuando patinó en cinco juegos para los Predators.